# Tomio Seike
Tomio Seike (jap. 清家 冨夫, Seike Tomio; * 1943 in der Präfektur Tokio, Japan) ist ein japanischer Fotograf.
Seit den frühen 1970er Jahren arbeitet Tomio Seike an seinen kleinformatigen, Sepia getonten Serien in Schwarz/Weiß. Er arbeitet an Serien von Städten, Porträts und Landschaften. 
Tomio Seike stellt seit 1984 weltweit aus, vor allem in den USA, Japan, Großbritannien und Frankreich. Seine Arbeiten befinden sich in den Sammlungen der Bibliothèque nationale de France (Paris), dem Maison Européenne de la Photographie (Paris), dem Houston Museum of Fine Arts (USA), dem Santa Barbara Museum of Art (Kalifornien), sowie in der Sir Elton John Collection.